# Latvia International 2018
Die Latvia International 2018 im Badminton fanden vom 31. Mai bis zum 3. Juni 2018 in Jelgava statt.

## Sieger und Platzierte
| Disziplin    | Gold                                   | Silber                         | Bronze                               |
| ------------ | -------------------------------------- | ------------------------------ | ------------------------------------ |
| Herreneinzel | Toma Junior Popov                      | Léo Rossi                      | Raul Must                            |
| Herreneinzel | Toma Junior Popov                      | Léo Rossi                      | Jesper Toft                          |
| Dameneinzel  | Kristin Kuuba                          | Alesia Zaitsava                | Maria Delcheva                       |
| Dameneinzel  | Kristin Kuuba                          | Alesia Zaitsava                | Ronja Stern                          |
| Herrendoppel | Fabien Delrue William Villeger         | Emil Lauritzen Mads Muurholm   | Christo Popov Toma Junior Popov      |
| Herrendoppel | Fabien Delrue William Villeger         | Emil Lauritzen Mads Muurholm   | Yanis Gaudin Jona van Nieuwkerke     |
| Damendoppel  | Kristin Kuuba Helina Rüütel            | Ainoa Desmons Juliette Moinard | Nikoletta Bukoviczki Daniella Gonda  |
| Damendoppel  | Kristin Kuuba Helina Rüütel            | Ainoa Desmons Juliette Moinard | Vimala Hériau Margot Lambert         |
| Mixed        | Paweł Śmiłowski Magdalena Świerczyńska | Emil Lauritzen Iben Bergstein  | Georgii Karpov Anastasiia Kurdyukova |
| Mixed        | Paweł Śmiłowski Magdalena Świerczyńska | Emil Lauritzen Iben Bergstein  | Malte Laibacher Jule Petrikowski     |